# Celtis conferta
Celtis conferta är en hampväxtart. Celtis conferta ingår i släktet Celtis och familjen hampväxter.

## Underarter
Arten delas in i följande underarter:
- C. c. amblyphylla
- C. c. conferta